# سمكة مكرونة

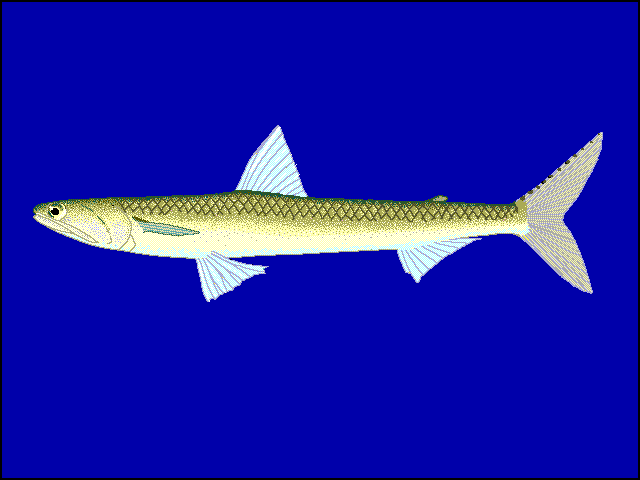

سمكة مكرونة (بالإنجليزية: Brushtooth lizardfish)‏ و (باللاتينية: Saurida undosquamis) ينتمي لعائلة الأسماك en:Synodontidae، وهي من أسماك القاع التي تعيش أساسا في المياه الضحلة في البحر الأحمر.